# 宮城温子
宮城 温子（みやぎ はるこ、1977年（昭和52年）- ）は、日本のピアニスト。既婚。旧姓は内山。寺家出身で、曹洞宗の得度を得ているほか、SOTO禅インターナショナルや日本脱カルト協会といった宗教二世問題を扱う団体でも活動し、2023年には宗教奉仕者のための労働組合を結成している。演奏グループQuadruple（クワドラプル）主宰。音楽三田会、浜松桐朋会会員。

## 来歴
愛知県生まれ、静岡県浜松市出身。幼少期より疋田範子や昭和音楽大学教授などを務めた中島和彦に師事し、ヤマハ四ツ池センター音楽教室でソルフェージュ・作曲を習う。中学校在学中にJPTA教育連盟ピアノ・オーディション「リスト・バルトーク」全国大会ファイナリスト。
浜松市立高校在学中、第48回全日本学生音楽コンクールピアノ部門高校の部東京大会第1位に入賞。浜松国際ピアノアカデミーを修了後、桐朋学園大学音楽学部演奏学科ピアノ専攻に進学し、1997年キーウで開催された青少年ホロヴィッツ記念国際ピアノコンクールにて1位なしの第3位に入賞。日本人女性としては最初の受賞歴となった。2000年には長野県県民文化会館において東京ユニバーサル・フィルハーモニー管弦楽団との共演のコンサートを開催した。コンクール入賞後、大阪音楽大学大学院に進むが中退。とよなか国際交流協会嘱託職員を経て2006年慶應義塾大学文学部卒業。
2024年8月26日には『note』の投稿もスタートしている。

## 人物
- 右耳難聴である。鍼治療を試みるも、骨伝導でも聴こえない重度の難聴であったことから、聴こえる側を徹底的に訓練し、オーディションのためのレコーディングの際は事前に録音したり聴こえる者に確認するなど工夫していたという。
- 師匠である中島和彦の死後は、関西の門下生が主宰する「仔パンダ会」に参加している。
- 鈴木俊隆[9]、徳増ないる、鷺巣詩郎、石森則和は親類。
- 2024年4月に行政書士の宮城史門と結婚。
- 弁護士資格のある首長を信頼しており、自由民主党と日本維新の会の支持者である。最近は都民になったことから都民ファーストやチームみらいも支持している。
- 使用ピアノに特に拘りはないが、現在は1本弦のローゼンストックを所有している。
- 2003UNU国連大学グローバルセミナー神戸・淡路セッション修了生である。
- 新聞配達のアルバイト中に9.11同時多発テロにより差し替え配達があって以来、宗教者を取り巻く治安に関心を持っている。
- 演奏活動に支障が出るため、匿名の思想家（宗教家）およびその支持者に対しては非常にシビアである。
- 2022年に原発性アルドステロン症の診断を受け、現在は左副腎を切除している。
- 浜松市立庄内中学校（現庄内学園）の同じクラスにバレーボールの伊藤信博（元堺ブレイザーズ）、同じ部活の一学年上にトランペットの山本英司（現N響）がいる。
- 短距離走と障害物競走など特に陸上での競技が得意である。中学校からの転校を機に陸上部に入ろうとしたところ部が存在しなかったため軟式テニス部に所属（高校体育の授業で硬式テニスが必須だったため、現在は両手打ち。桐朋の大学体育でも夏の軽井沢テニス合宿で声楽の牧川とともに選抜クラスに抜擢）。走り幅跳びは中学校で学年一位の４M７５程度であった。
- 1992～1993年頃は打楽器でオーディションを受けての浜松市の中学校選抜吹奏楽団のメンバーである。

## 同門下
東誠三、石井克典、岡田真希、北野祐司、佐藤岳晶、末永匡、仲道郁代、仲道祐子、西村由紀江、原真奈美、松本和将、広瀬悦子

## 同窓生
赤松林太郎、浅井暁子、井上麻紀、上野優子、上原ひろみ、大西隆弘、加藤真一郎（デュオ加藤）、菊地裕介、川村文雄、小菅優、島田彩乃、釈迦郡洋介、芹澤佳司、髙田泰治、高田匡隆、鷹羽弘晃、田口真理子、棚橋妙子、鳥山明日香、野崎知之、本多千紘、増井恵梨、松浦真沙、村松崇継、森山智宏